# 以色列武器工业公司
以色列武器工业公司(IWI)，前身是以色列军事工业有限公司(IMI)的瑪根分部，是一家以色列武器制造商。
它成立于1933年。2005年，IMI的小型武器部门私有化并改名为IWI，该部门以前为以色列政府所有。
IWI是世界上最著名和最畅销的军事武器制造商之一。上世纪50年代，Magen部门作为烏茲衝鋒槍的缔造者而在国际上声名鹊起。烏茲衝鋒槍的产量将超过1000万台，为公司净赚数十亿美元。随后著名的军事出口包括内盖夫轻机枪、加利尔突击步枪、塔沃尔突击步枪和丹。338狙击步枪。
IWI开发和制造世界各地军队和执法机构使用的枪支。

## 制造

### 拉馬特沙龍
几十年来，IWI和它之前的以色列军事工业的玛根部门在拉馬特沙龍制造武器。这家工厂多年来一直被认为是拉馬特沙龍制造业的重要组成部分。2017年，IWI宣布计划在迦特鎮建设一座新工厂，并将在2020年建成后迁移于此地。新建的迦特鎮工厂将耗资1.8亿新謝克爾，将雇用560名全职生产工人和工程师在其装配线上工作。

### 海外
IWI在海外拥有几家工厂，为当地市场制造武器。在印度，IWI正在与旁勞埃德建立一个联合制造中心(IWI拥有工厂49%的股份，旁勞埃德拥有工厂51%的股份)，这将是印度第一个私营的小型武器制造厂。这家工厂将为印度军队制造武器。IWI在2017年表示，预计与印度军队在该地区的投标金额为2 - 3亿美元。

## 生产线
IWI的武器系统包括烏茲衝鋒槍、傑里科和SP-21巴拉克手枪、內蓋夫輕機槍、Galil和Tavor突击步枪。Galil是一种小型突击步枪。内盖夫是IWI的主要轻型机枪。杰里科是一种半自动手枪。Tavor是一种牛头突击步枪。
上世纪80年代，美国武器设计公司馬格南研究所与IWI签订合同，重新设计和制造一种半自动.357麥格農口径手枪，也就是后来举世闻名的沙漠之鹰手枪。
2017年IWI开发了双动/单动半自动、突击射击和反冲操作手枪馬薩達。

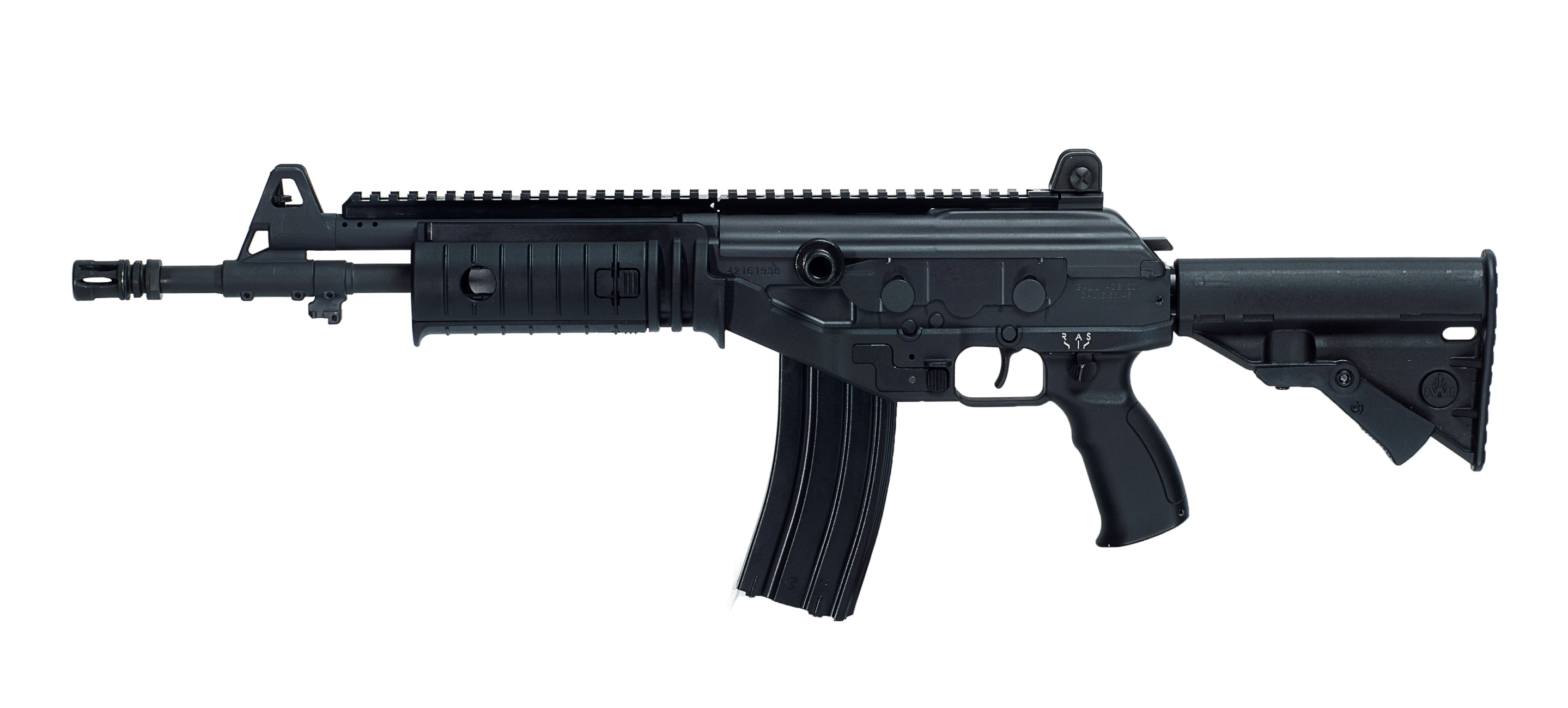
IWI加利爾ACE突擊步槍 (突击步枪)
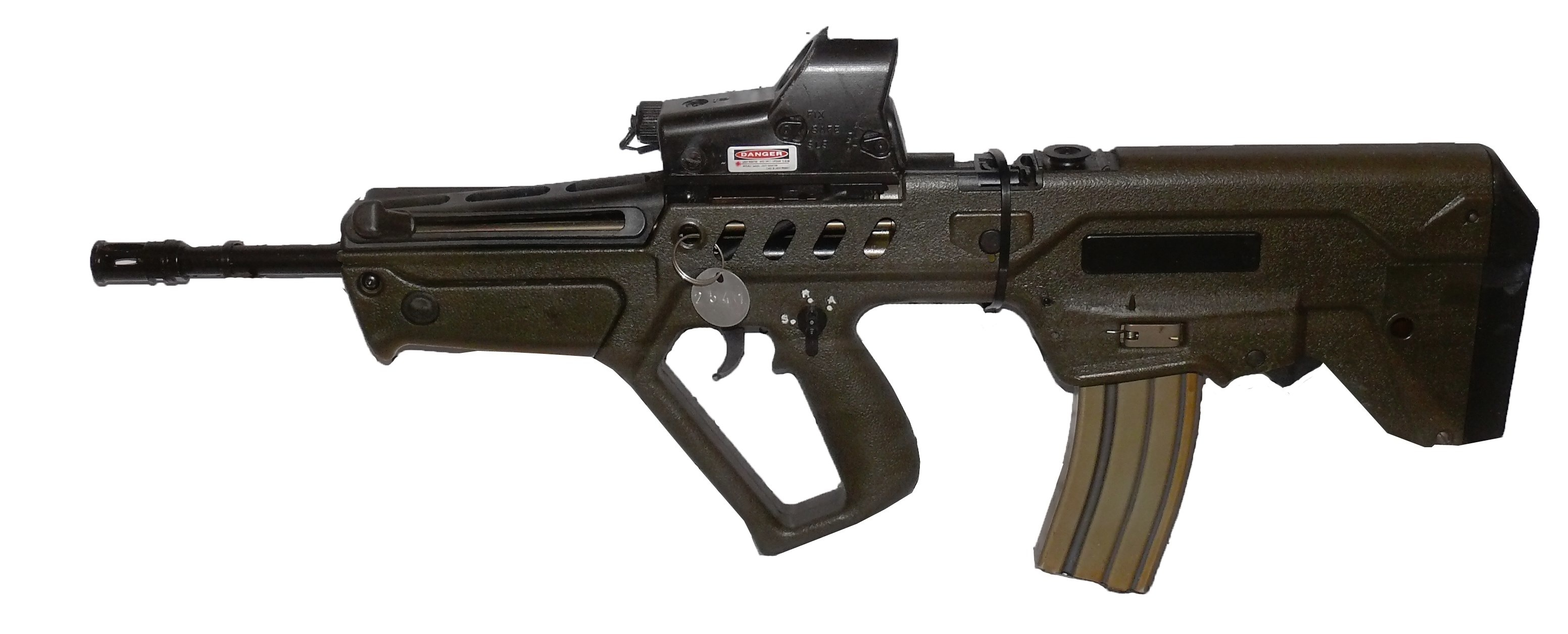
IMI TAR-21突擊步槍 (小斗牛式导弹突击步枪)
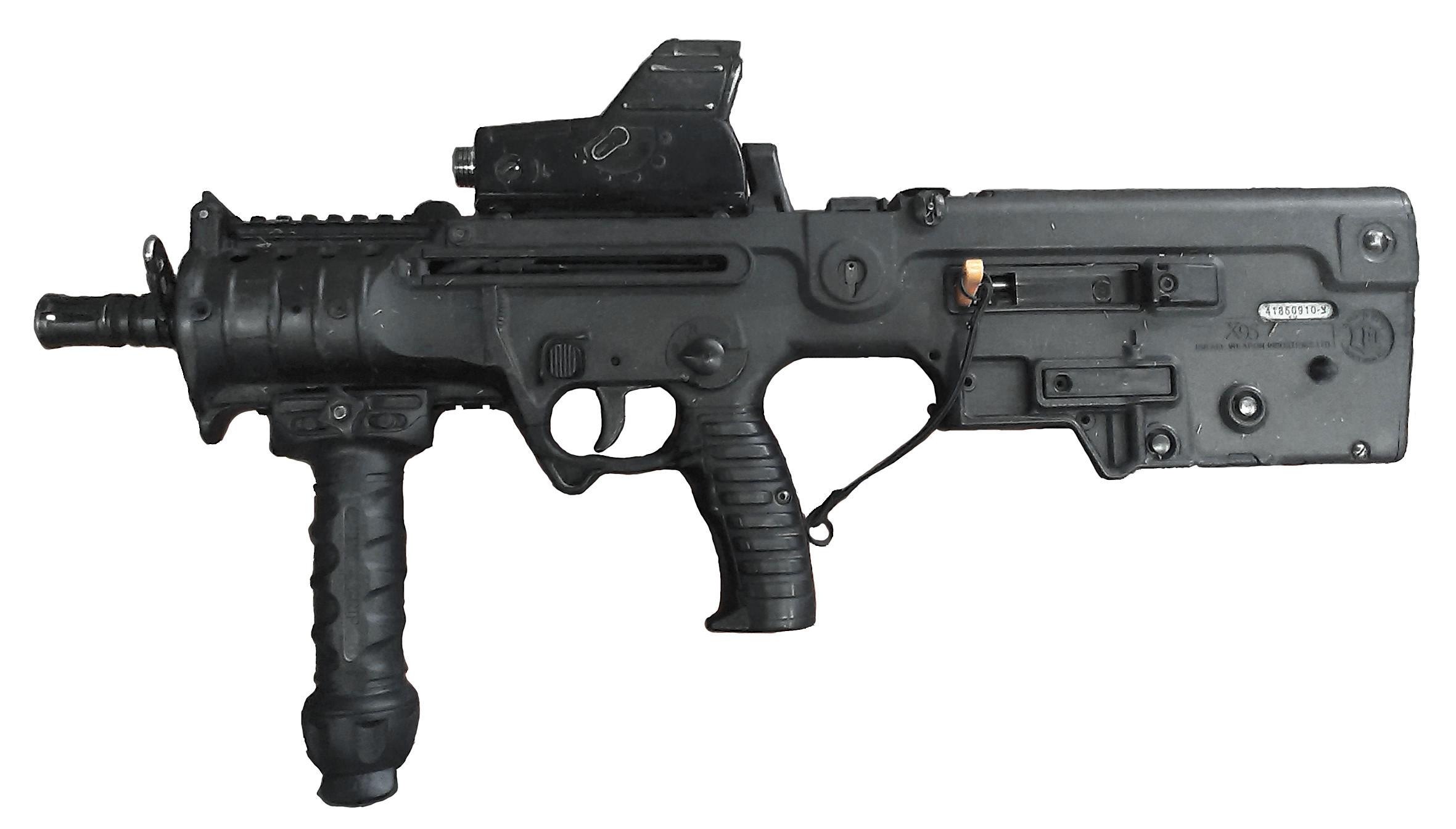
X95 (小斗牛式导弹突击步枪)
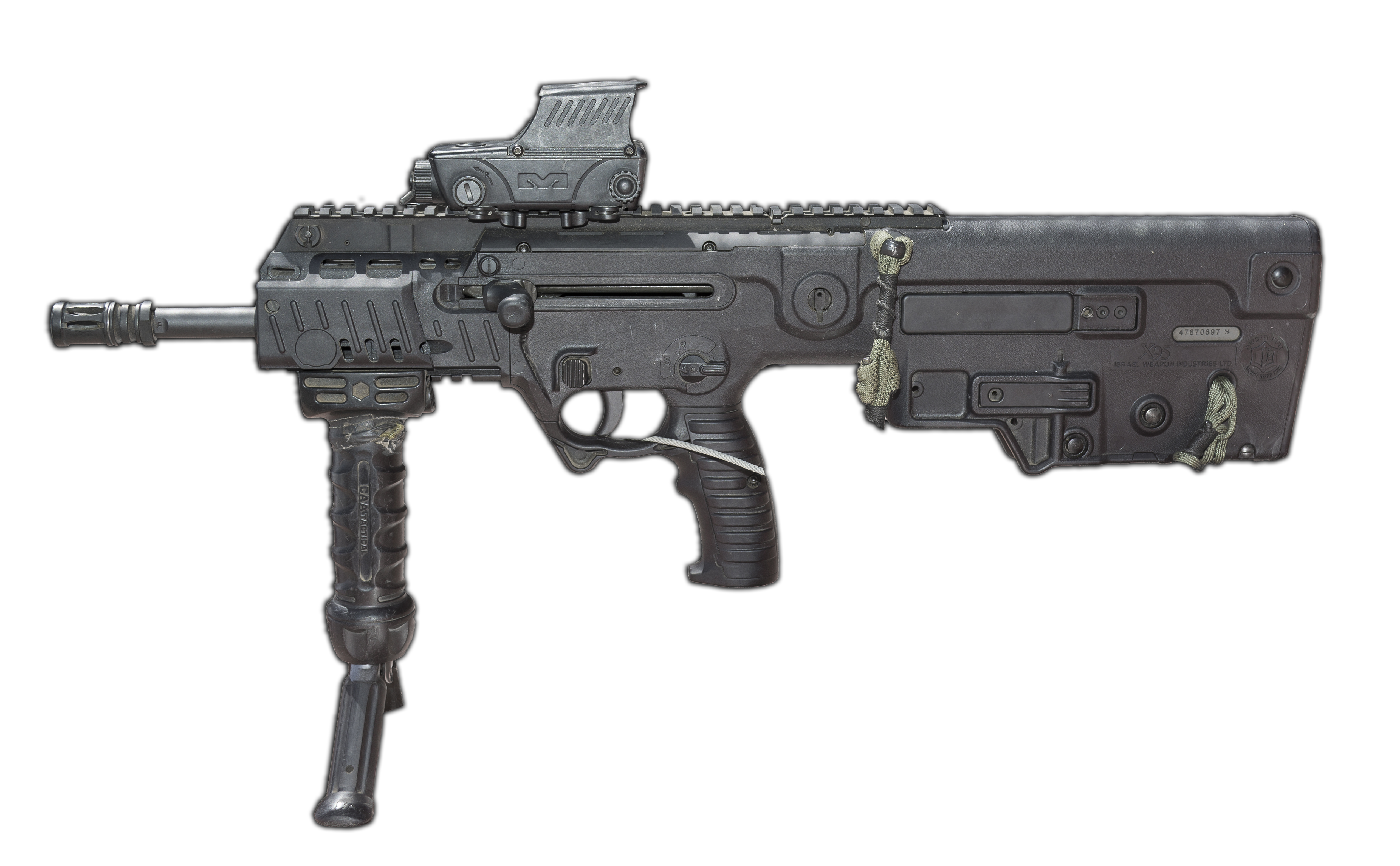
Tavor X95 Flattop (小斗牛式导弹突击步枪)
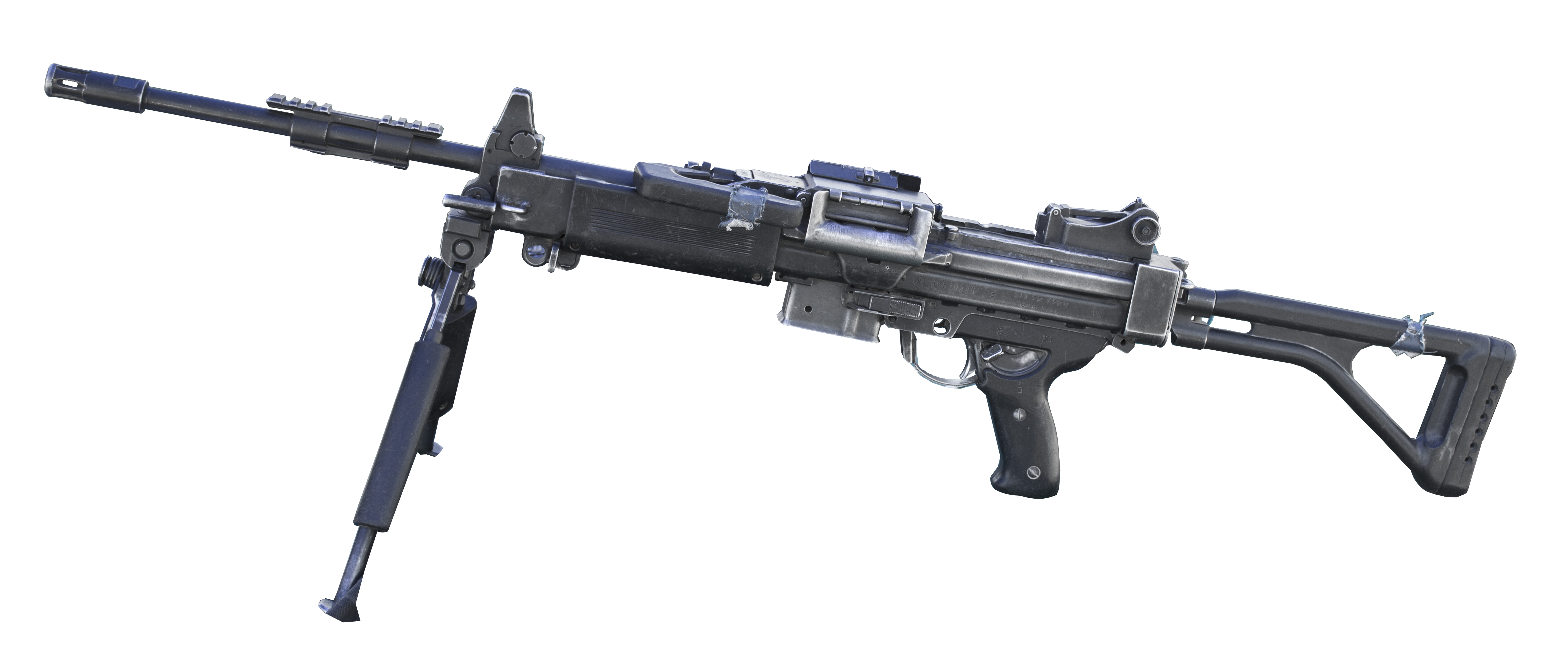
內蓋夫輕機槍 (轻机枪)
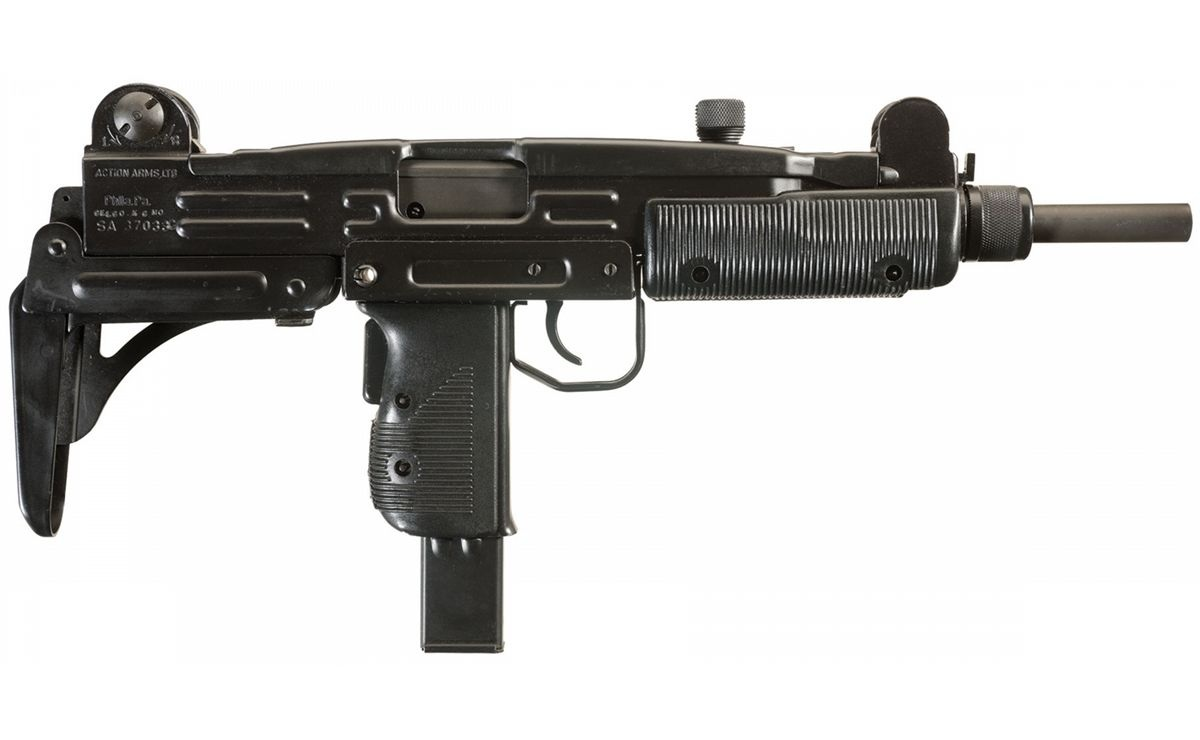
烏茲衝鋒槍 (轻型自动枪)
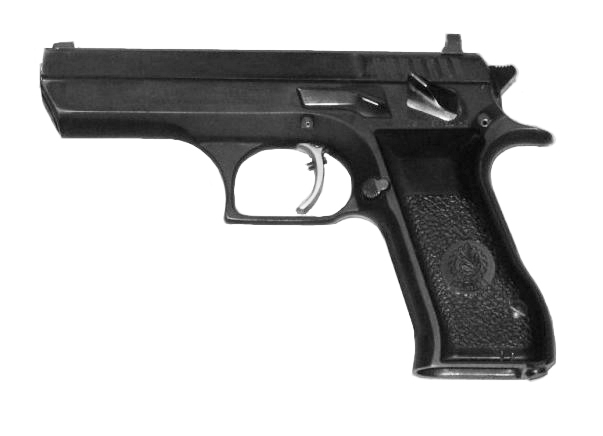
IWI傑里科941半自動手槍 (手枪)
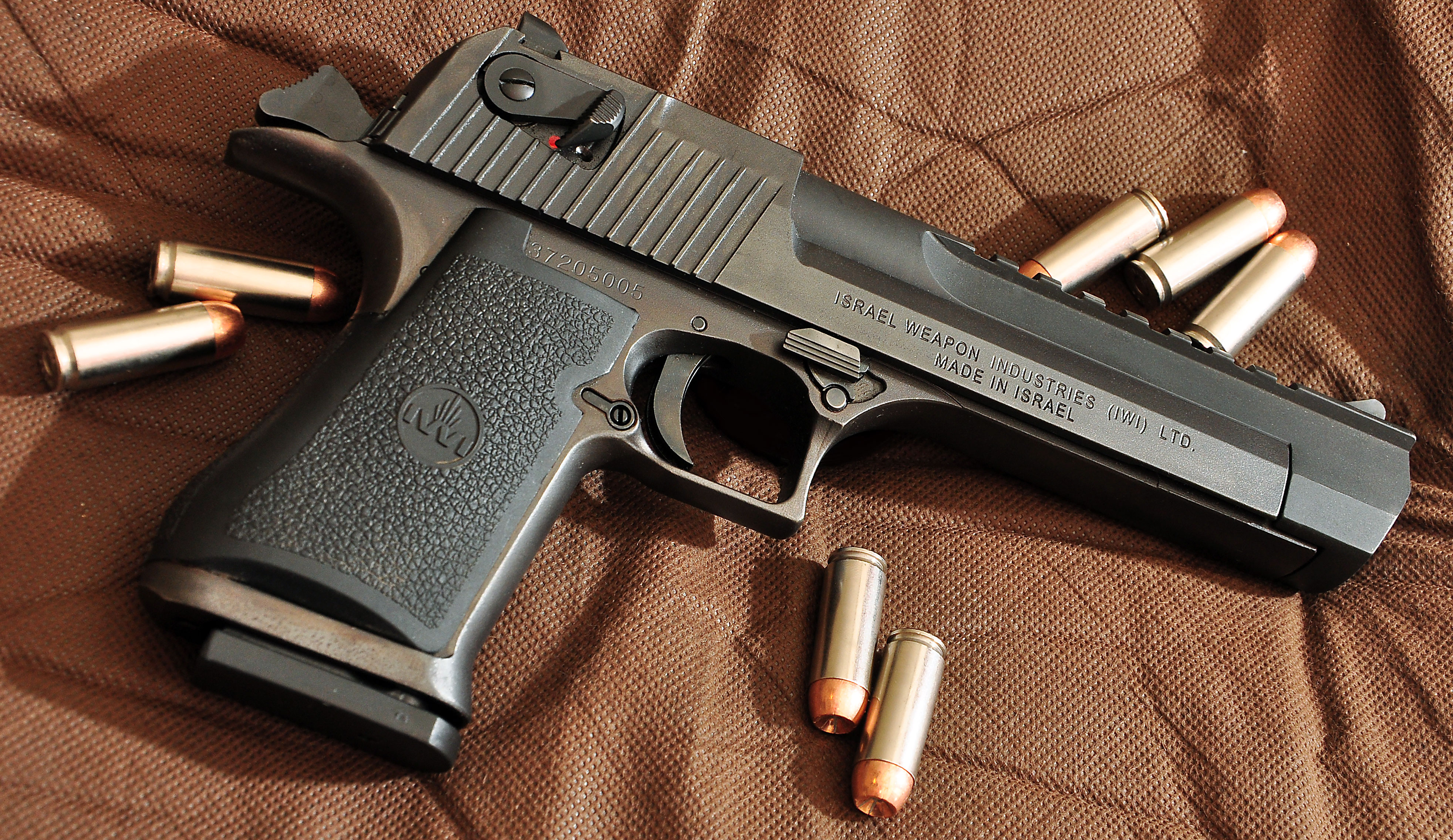
沙漠之鹰手枪 (手枪)
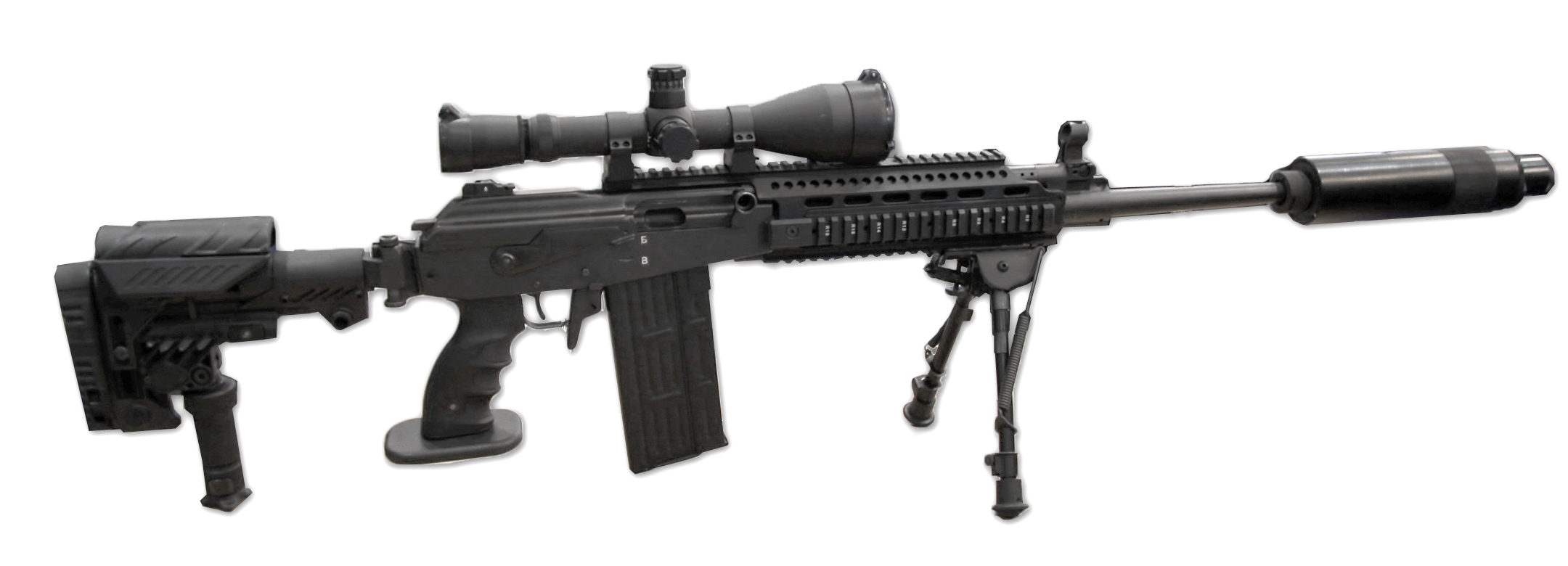
加利尔狙击枪 (半自动精准步枪)

### 狙击步枪
2014年，IWI推出了IWI DAN狙擊步槍。步枪的设计重量轻，携带紧凑。底盘由铝合金制成，沉重的凹槽自由浮动桶是737毫米长。这种新型步枪在没有弹匣、弹药、望远镜和底座的情况下重量为6.9公斤(15.2磅)。

## 安全培训
IWI为以色列公民提供反恐培训，并将其服务外包给需要安全培训和反恐培训的外部国家，以保护民众的财产安全和高级官员。IWI与纽约市的纽约大都会学院合作，后者提供公共管理、应急管理和国土安全方面的硕士学位。